# Paparele
Le paparele sono un formato di pasta all'uovo, originaria della Provincia di Verona, da accompagnare con un brodo di carne.
Sono tipiche di un pranzo a base di pearà.
Si presentano simili alle tagliatelle, anche nella procedura di preparazione, tranne che per la larghezza, che fondamentalmente è quasi pari allo spessore. Ciò le rende di non facile fattura secondo il tradizionale metodo a mano.
Vengono appunto servite rigorosamente in brodo, talvolta insieme ai fegadini, ovvero i fegatini di pollo.